# わっち!!
『わっち!!』は、青森テレビ（ATV）で2015年4月6日放送開始の夕方ワイド番組である。放送時間は、平日の16:25 - 18:56（JST）。

## 概要
- これまで青森テレビでは、1976年3月29日に始まった平日夕方のローカルワイドニュース番組『ATVニュースワイド』と、1991年に始まった平日午前中の情報番組『おしゃべりハウス』があったが、2015年4月改編をもって、この2つの番組を平日夕方の時間帯に集約させ、新たな夕方の情報ワイド番組として再出発した。
  - ATVにおける平日17時台は、長らくフジテレビ制作の帯バラエティ番組『森田一義アワー 笑っていいとも!』[注 1] を時差ネットで放送していた。いいとも終了後は『Nスタ（第1期）』→『Nスタ ニュースワイド』の17時台を全編同時ネットしていたが、当番組開始をもって『 - ニュースワイド』はネット打ち切りとなった[注 2]。
- なお、在青テレビ局での平日夕方のローカル帯番組は、2009年3月まで青森放送で放送された『@なまてれ』以来6年ぶりとなる。青森テレビにおいては2000年から2005年3月にかけての金曜日の午後に放送されていた『らくてんスタジオ』以来の生放送となった。
  - また、在青テレビ局で情報番組と夕方ニュース枠を統合させたワイド番組は青森朝日放送で2006年3月まで放送されていた『スーパーJチャンネルaba friday』（金曜日のみ[注 3]）以来9年ぶりとなり、平日帯番組としては初の試みとなる。
- おしゃべりハウス時代は祝祭日は休止していたが、当番組からはその対応は原則無くなり、祝日でも放送されている。
- 青森放送で2021年3月29日スタートの『1550 ニュースレーダー With』が始まるまで在青テレビ局で唯一平日夕方のローカル帯番組だった。
- 2015年11月30日に小規模なリニューアルを実施。これにより番組構成が一部変更になった。
- 2016年4月1日まで番組表上・EPG上共、『Nスタ ニューズアイ』のJNN枠を挿んだ編成となっていた。
- 2018年4月2日より16:50スタート・18:56終了に変更。また18時台後半の情報番組ゾーンが廃止になり[注 4]、情報番組ゾーン・ニュースゾーンが完全に分割された。
- 2021年4月9日より金曜日のみ放送開始時間が16:25からとなった。※放送終了時間は全日変わらず[2]。
- 2023年10月2日から、『わっち!!NEWS』のパートのみ、ATVアプリでの同時配信を実施する[3]。

### COVID-19（新型コロナウイルス）による影響
- 2020年5月4日から5月22日まで、日本政府による新型コロナウイルスに関する緊急事態宣言発出を受け、16:50 - 17:50の情報番組ゾーンの放送を休止[注 5] し、わっち!!ニュース (18:15 - 18:56) のみの放送となっていたが[4]、5月25日から通常の放送体制に戻った。
- 2021年3月16日 - ATV内で新型コロナウイルスの社内クラスターが発生した[5]事を発表したのを受け、3月19日までは一部内容を変更したほか、出演者はマスクを着用。また、『わっち!!NEWS』については、男性キャスター・女性キャスター・吉田気象予報士の各キャスターが、個別のスタジオ[注 6]から出演した。3月22日から4月2日までの間、16:50〜17:50の放送（情報番組ゾーン）を休止しNスタ第1部を臨時ネットした[6]。なお、休止中の情報番組ゾーンで放送されている「わっち!!インフォメーション」は、「わっち!!NEWS」内に枠を臨時移動して継続した。ただし、「旅々スミマセン」については、しばらくの間「傑作選」として過去の内容を放送。なお、ATV内での社内クラスターについては4月2日をもって収束を宣言している[7]。
  - 3月18日 - MCの先川が体調不良のため番組を欠席。念のためのPCR検査を受けたことを告白している[注 7][8]。
  - 3月22日 - 社内でコロナウイルス感染者が相次いでいることから、当面の間、番組の休止を決定。なお、「わっち!!ニュース」は通常通りの放送[9]。
  - 3月27日 - 今週の放送も休止することをTwitter（後のX）で発表。同時に4月5日から放送を再開することも発表された[10]。
  - 4月5日 - 通常の放送が再開された。 ※出演者のマスク着用や個別スタジオからの放送ではない通常のスタジオ放送。

## 出演者
☆が付いている者は、現職のATVアナウンサー。

### MC
- 先川栄蔵（元キューティーブロンズ）
キューティーブロンズは2020年3月末で解散したが、ピンとして、引き続き番組には出演する。
- 小野寺紀帆☆（月 - 水、2023年4月 - ）
- 俵谷理瑶☆（木・金、2024年4月 - ）

### 中継リポーター
- 激情ブルース - 吉本興業の青森住みます芸人2代目として出演中。

#### 県南担当（火曜日）
- 瀬知素子（歌手・パフォーマー。愛称は「せちねえ」）
- さかのぞみ（モデル。2015年度は「坂のぞみ」、本名は坂希美。愛称は「のんちゃん」）

火曜日が県南以外からの中継になった場合はこさぶろう・高山の担当となる。県南でも火曜日以外に中継を行う場合はこさぶろう・高山or乘田の担当となることがある。また、火曜日は2015年度は瀬知orさかの単独での担当だったが、2016年度からはその2名のいずれかにこさぶろうも加わる体制となった。最近はこさぶろう単独で中継する場合もある。

#### 「わっちんぐ東京」担当（水曜日→木曜日）
- ゆきざわともこ（2015 - 2017年）
  - 2016年 コーナー名を東京中継に変更
- 西村唯
  - 2018年5月から東京中継リポーター担当。金曜マルシェや他コーナーなども度々出演。あずましTVのMCも担当する。

稀に木曜日が青森からの中継になった場合はこさぶろう・高山の担当となる。

### わっちtheキッチン!!
毎日異なる料理テーマで県内の料理人が紹介する。以下に曜日ごとのテーマと料理人を示す。
月曜日＜イタリアン＞
- 高杉圭之輔（イタリアンダイニングKei）

火曜日＜和食＆家庭料理＞
- 奥村雅美（だしソムリエ／Soba cafe雅）
- 神 雄一郎（和食や じんすけ）
- 石田次男（日本料理 城）
- 田中太将（ぼてじゅう）
- 梅田弥昇彦（青森山田高校・調理科教諭）

水曜日＜中華・アジア料理＞
- 伊川佳孝（中国料理 広州）
- 鈴木 勇（グローバルキッチン サイゴン）

木曜日＜パパっと一品＆スイーツ＞
- 渋谷竜広（アンクル サム）
- 松山留美子（青い郷里）
- 渡辺直子（青森栄養士会／青森月見寮・管理栄養士）

金曜日＜お弁当＆家庭料理＞
- 遠藤ゆかり（料理研究家）

### VTR出演
月曜：旅々スミマセン
- 川口浩一（元ATVアナウンサー[注 9]）
- 黒石八郎

※新型コロナウイルスの影響でロケが難しくなった影響で「傑作選」として過去の放送や、タレント「黒石八郎」の代わりに元ATVアナウンサー川口浩一と旅をして新作として放送することがある。
火曜：スッキリ!脳トレ!
- 安藤あや菜（元ATVアナウンサー[注 10]）

水曜：農music農life
- Takuron（黒石市在住の農家兼ミュージシャン）

　　：走街ちゃり日和!
- 我満紗千子（リポーター、恋のから騒ぎ9期卒業生）

金曜：出たとこ中継 あなたならどこ行く!?
- 今泉清保☆（番組開始 - 2018年3月30日まではニュースも担当。）

### わっち!!News
- 河村庸市☆（月 - 水曜日担当）
2016年3月までは主にこさぶろうと中継を担当していた。高山が担当だった頃はスポーツとその他のニュース項目だけだったが、河村になってからは一部のメイン項目のニュースも読み上げている。
- 髙山基彦☆（木 - 金曜日担当）
2016年3月まではニュースコーナーを担当していた。その後、中継リポーターも担当したが体調不良のため、一時期休養に入った。[12] その後、わっち!!News金曜日担当として復帰。
- 市川麻耶☆（月 - 金曜日担当）

### お天気キャスター
- 吉田篤（気象予報士） - ATVニュースワイドから続投。

### 過去の出演者
- 井手麻実（当時ATVアナウンサー） - 月 - 水曜MC（番組開始 - 2016年12月21日）
- 小島祐希（当時ATVアナウンサー） - 月 - 水曜「わっち!!News」担当（番組開始 - 2017年3月22日）
- 乘田麻衣子（元NHK青森放送局契約キャスターで、「あっぷるワイド」キャスター[注 11]。水曜（ABCマートからの中継時のみ）・金曜担当[注 12]）
- 駒井亜由美（当時ATVアナウンサー） - 月 - 金曜担当（2017年3月24日まで木・金曜のみ　番組開始 - 2018年3月30日）。ATVニュースワイドから続投。
17時台情報ゾーンの特集コーナー（VTR）でリポーターとして登場することもある。
- 今泉清保（ATV報道部ニュースキャスター） - 月 - 金曜担当。（番組開始 - 2018年3月30日）
ATVニュースワイドから続投。2018年4月以降も河村アナウンサー不在時は、代わりに出演することがある[注 13]。
- こさぶろう（キューティーブロンズ、月 - 水・金曜の中継と火曜の県南中継担当。 - 2020年3月31日）
- 佐藤香（当時ATVアナウンサー） - 番組開始から2016年12月まで木・金曜日、2017年1月から2020年3月まで全曜日、2021年4月から同年12月まで水 - 金曜日でMCを担当。
2018年3月まで18時台にも出演していたが、4月からは17時台のみの出演に変更。懐妊に伴って、2021年12月末から産前産後休暇に入っている。2023年4月から水曜から金曜まで担当していたが、2024年3月にATVを退社したため、降板した。
当番組のPRを目的に2021年の休業前（水 - 金曜日のMC時代）に収録された1分間のテレビCM（「1分でわかる!『わっち!!』完全攻略CM」）で、曜日ごとの企画を早口で紹介。2021年10月からATVで実際に放送されているほか、休暇中の2022年5月に開かれた2021年度（第47回）アノンシスト賞（テレビ単営局のATVを含むJNN・青森放送のラジオ放送部門を含むJRN加盟全局から優秀なアナウンサーを毎年表彰する制度）の全国審査で高く評価された結果、（テレビ・ラジオ共通の）CM部門で最優秀賞を受賞した[13]。
- 五月女舞香（当時ATVアナウンサー） - 月 - 水曜MC（2020年4月 - 2022年9月）
2021年12月までは月・火曜日のみ担当。

## 主な中継地点
- サンロード青森
- DCMサンワ青森中央店
- ドリームタウンALi内・ABCマート（月1回水曜日[注 14]）

ABCマートからの中継の日は売れ筋の靴の紹介、靴のアドバイス、そしてプレゼントが当たるゲームがある。
- 青森駅前
- はっち（八戸市）
- 青森県観光物産館アスパム

その他青森県内各地

## コーナー・タイムテーブル
17時台（わっちtheキッチン!!終了以降）にはCM明けに「わっち!!インフォメーション」という企業からのインフォメーションが1 - 2項目流れる 。
情報番組ゾーン
- 16:50 オープニング
2015年11月まではタイトルの前にオープニングリポートがあったが、のちにMCの挨拶の後になった。
- 16:50 メッセージテーマ発表（メール・FAX・Twitterで受付）
2018年3月までは1名に3000円分のギフトカードがプレゼントされていたが、現在は不定期でプレゼント企画が行われる[注 16]。Twitterで投稿されたメッセージは随時画面下に表示される。
- 16:53 吉田さんのお天気

「ATVニュースワイド」で行っていた「お天気特派員」（視聴者から寄せられた天気に関する投稿写真紹介）は、引き続きこのコーナーで行われる。
- 16:59 わっちtheキッチン!!（料理コーナー） 
料理の質問を受け付ける際、先川がカメラに大アップになって告知するのが恒例になっている。完成後は吉田が試食に参加することが恒例になっており、「食いしん坊」キャラがすでに付いている。まれにゲストがスタジオ出演した時もゲストが調理・試食に参加することがあり、例として2015年11月27日のオープニングにゲスト出演した東北楽天ゴールデンイーグルスの松井稼頭央・青山浩二・伊志嶺忠の各選手が調理・試食に参加している。
☆わっちtheキッチン!!について詳しくは出演者項目を確認。
- 17:10 県内ニュース[注 17]

河村が担当する。
- 17:15 曜日別特集コーナー・エンタメ情報
  - （月）旅々スミマセン
黒石八郎・川口浩一が県内の一つの市町村の街中を旅する。道中では旅先にある理髪店・美容室に立ち寄るのがお約束となっている。2017年10月頃より川口が休養のためATVのアナウンサーが黒石八郎のパートナーとなっている。
  - （火）スッキリ!脳トレ!
頭の体操的な問題を2問、生活の知恵にまつわる問題を1問出題する。前者2問は先川・井手も回答に参加する。また、コーナー終了後のCMの1本目は、「スッキリインフォ」として後者1問にまつわる物の宣伝となっている。
  - （水）農music農life／走街ちゃり日和!
  - （木）ワチペディア[注 18]／オトコ飯[注 19]
  - （金）金曜ちゃんぽん

※不定期で、県内のおすすめスポットやグルメ等のリポートが放送されることがある。
- - わっち!!エンタメ情報
当日朝にTBS『THE TIME,』で放送された芸能ニュースの再放送。ただし、一部テロップやVTRの合間に流れるアイキャッチなどが差し替えられている。
- 17:40 中継コーナー
  - （木）わっちんぐ東京（首都圏各地からの中継）
- 17:45 メッセージ紹介・情報番組ゾーンエンディング[注 20]

ここまで情報番組ゾーン
- 17:50 『Nスタ ニューズアイ』→『Nスタ（第2期）・第2部』のJNN枠（JNN全国ニュース）[注 21]
- 18:15 わっち!!News（県内ニュース）
- 18:45 吉田さんのお天気[注 22]
- 18:52 エンディング

## 過去のコーナー
- きょうの気になりま「せんかわ」[注 23]
- きょうイチニュース

今泉が担当していたが、17時台のニュースが17:30頃に集約されたため廃止。
- ごはんいこうよ

県内の飲食店を池田麻美アナウンサーとゲストが訪れるコーナーだったが、担当の池田の産休により終了。
- ファンファンキッズ
- さくっと県庁
- TVに出よっ!（火曜17時台特集）
- ドクター小野の世直し健康講座（青森県立中央病院医療管理監・小野正人医師が出演、2017年3月まで水曜日17時台に月1回放送）

## 関連特番
- 2016年3月26日（土曜日） - 北海道新幹線開業に関する特別番組「わっち!! 祝・北海道新幹線開業スペシャル【函館に行きたくなるスペシャル】」を9:25 - 10:45に放送[注 24]。
- 2016年6月25日（土曜日） - 青森市で開催された「東北六魂祭」開催に伴い、同日11:15 - 11:45と翌日（日曜日）12:54 - 14:00の2日間にわたり、「わっち!!東北六魂祭スペシャル 未来へ跳ねよ、東北魂」を放送した。
- 2018年8月11日（土曜日） - わっち!!特別編「さぶ子と行く!旬を味わうもぐもぐツアー!in蓬田村」を11:15 - 11:45に放送した。

## 特別番組放送時の対応
- 2015年8月24日 - 28日の5日間は17:45から『世界陸上・北京』中継に伴う『Nスタ ニューズアイ』の繰り上げ編成のため、当番組はレギュラーコーナーが休止で『わっち!!News』のみを17:15 - 17:45に放送[15]。
- 2015年9月17日は安保法案が参議院特別委員会で可決されたのを受け16:53から『JNN報道特別番組 Nスタ ニュースワイド』をネットしたため、中継・料理コーナー・『ごはんいこうよ』のコーナーは休止し、『わっち!!News』と『さくっと県庁』のみを放送。
- 2015年10月22日は『プロ野球ドラフト会議2015』が16:53 - 17:50に放送のため、17時台は16:48 - 16:53の冒頭5分のみの放送となった（『わっち!!News』は通常通りの放送。また、本来木曜の17時台に放送している『さくっと県庁』を18時台に移動して放送）[16]。
- 2015年11月19日は『世界野球WBSCプレミア12準決勝  日本 ×  韓国』戦中継が18:30より放送されるのに伴う『Nスタ ニューズアイ』の繰り上げ編成のため17時台は16:48 - 17:30の放送。『わっち!!News』は17:55からの放送[16]。
- 2015年12月24日は『モニタリングSP』が18:30より放送の為、1部は16:48 - 17:30、2部は17:55 - 18:30の放送。
- 2015年12月28日 - 2016年1月1日は年末年始特別編成の為休止。
- 2016年5月27日はオバマ大統領の広島訪問に伴い、16:53 - 19:00に『JNN報道特別番組 Nスタ ニューズアイ』をネットしたため、16:48 - 16:53までお天気のみの放送（放送を予定していた「金曜ちゃんぽん」「わっちインフォメーション」は後日放送。「わっち・ザ・キッチン」「中継・津軽森クラフトフェア」はお休みとなった。）。
- 2016年8月8日から19日までの期間、リオデジャネイロオリンピック開催に伴い、『Nスタ ニュースワイド』を17:40飛び乗りの形で臨時ネット(この期間中は17:40 - 17:50が臨時にネットワークセールス枠に変更された)した関係で、前半枠が、17:40までの短縮放送となった。
- 2016年10月20日は『プロ野球ドラフト会議2016』が16:53 - 17:50に放送のため17時台は16:48 - 16:53の冒頭5分のみ放送となった（『わっち!!News』は通常通りの放送。）
- 2016年12月26日 - 12月29日は、年末年始特別編成のため『わっち!!News』を単独番組として17:55 - 18:30に放送（小島or駒井、今泉、吉田が出演。河村は出演せず）[注 25]。2016年12月30日・2017年1月2日・3日は同様の理由で休止。
- 2017年3月7日・8日・14日は18:30より「2017 ワールド・ベースボール・クラシック」の日本代表戦を放送するため、17時台は16:48 - 17:30の放送。『わっち!!News』は17:55からの放送[16]。
- 2017年6月28日は、弘前市の「弘前市運動公園野球場（はるか夢球場）」で開催された「楽天VSオリックス」戦中継の為、ニュースパート（『Nスタ』のJNN枠・『わっち!!ニュース』（ローカル））を除き、多くの時間を球場からの中継に充てた。
- 2017年10月26日は『プロ野球ドラフト会議2017』が16:50 - 17:50に放送のため17時台は16:48 - 16:50の冒頭2分のみ放送となった（『わっち!!News』は通常通りの放送。）
- 2018年2月12日 - 23日は平昌オリンピックのハイライトを放送する関係で『Nスタ』の全国ネット枠が10分前拡大となったため、わっちtheキッチン!!が休止となった。
- 2018年6月11日 - 7月13日は、サッカー・FIFAワールドカップロシア2018のハイライトを放送する関係で『Nスタ』の全国ネット枠が10分前拡大となったため、17時台を10分短縮。
- 2018年6月12日 - 米朝首脳会談後のアメリカ・トランプ大統領の会見の模様を伝えるため、本番組内で『Nスタ・第1部』を臨時部分ネットしたことに伴い、17時台の一部コーナーが休止となった。
- 2018年10月25日は『プロ野球ドラフト会議2018』が16:50 - 17:50に放送のため、17時台を休止（『わっち!!News』は通常通りの放送）。
- 2019年4月30日 - 第125代天皇（現：上皇陛下）退位関連報道のため通常青森テレビではネットしていない『Nスタ・第1部』を臨時ネットした関係で、17時台を休止[注 26]（『わっち!!News』は通常通りの放送）。
- 2019年10月17日は『プロ野球ドラフト会議2019』が16:50 - 17:50に放送のため、17時台を休止（『わっち!!News』は通常通りの放送）。
- 2020年1月24日：『東京オリンピックまで半年 民放同時放送一緒にやろう 2020 大発表スペシャル』が18:40 - 19:00に放送のため、17時台を20分短縮（16:50 - 17:30）、『わっち!!News』を20分繰り上げ（17:55 - 18:36）。
- 2020年10月26日は『プロ野球ドラフト会議2020』が16:50 - 17:50に放送のため、17時台を休止（『わっち!!News』は通常通りの放送）。